# آنا کلینار
آنا کلینار (انگلیسی: Anja Klinar؛ زادهٔ ۳ آوریل ۱۹۸۸) شناگر اهل اسلوونی است.
وی در مسابقات کشوری و بین‌المللی در مجموع برندهٔ ۴ مدال طلا، ۴ مدال نقره و ۳ مدال برنز شده است.